# Leuchtturm Mērsrags
Der Leuchtturm Mērsrags (lettisch Mērsraga bāka) befindet sich gut 3 km nördlich von Mērsrags (deutsch Markgrafen) im Bezirk Talsi an der lettischen Ostseeküste. Er befindet sich auf einer Düne und sichert das durch Untiefen und die „Teufelssteine“ (lettisch Velna akmens) gefährdete Seegebiet in der Bucht von Riga. Auch das Wrack des deutschen Torpedobootes SMS S31, das bei dem Vorstoß in die Rigaer Bucht bei 57° 23′ N, 23° 5′ O versank, stellt eine Gefahr für Schifffahrt und Fischerei dar.

## Geschichte
Der gusseiserne Leuchtturm wurde in Frankreich hergestellt und, nach Lieferung auf dem Seeweg und Aufrichtung auf einem Sockel, 1875 in Betrieb genommen. Er wurde „Französin“ genannt, da die optische Einheit, eine Erfindung der Franzosen, als Signal verwendet wurde. Während des Ersten Weltkriegs wurde die Lichtanlage nach Russland verbracht, der Turm wurde schwer zerschossen und die Metallstruktur hatte sich durch Feuer verzogen. 1920 wurde auf einem 6 m hohen provisorischen Holzturm ein neues Feuer angezündet. Der heutige Leuchtturm wurde 1922 erbaut und wird durch acht schmiedeeiserne Einsätze verstärkt, wobei die Außenwände mit genieteten Metallplatten ummantelt sind.

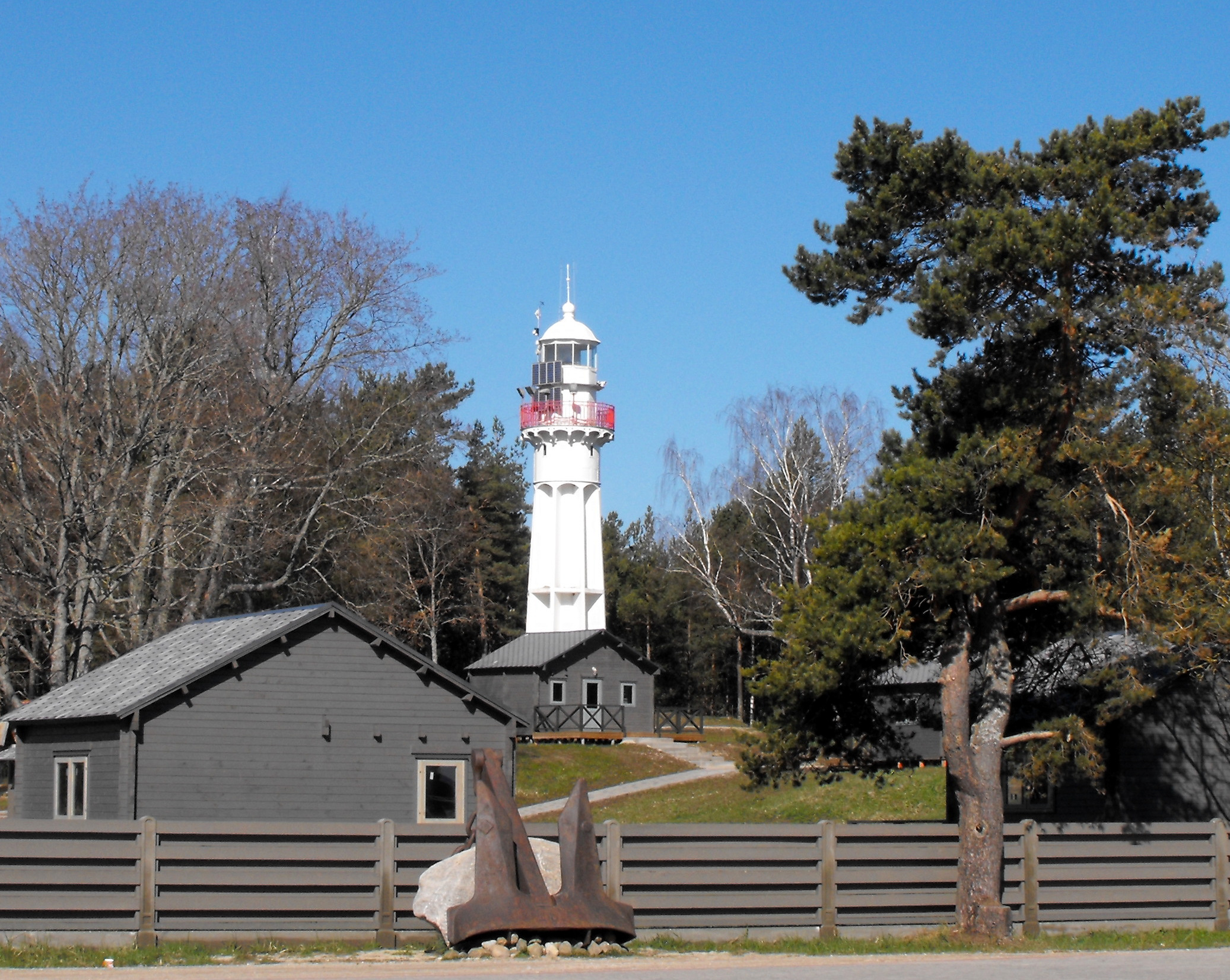
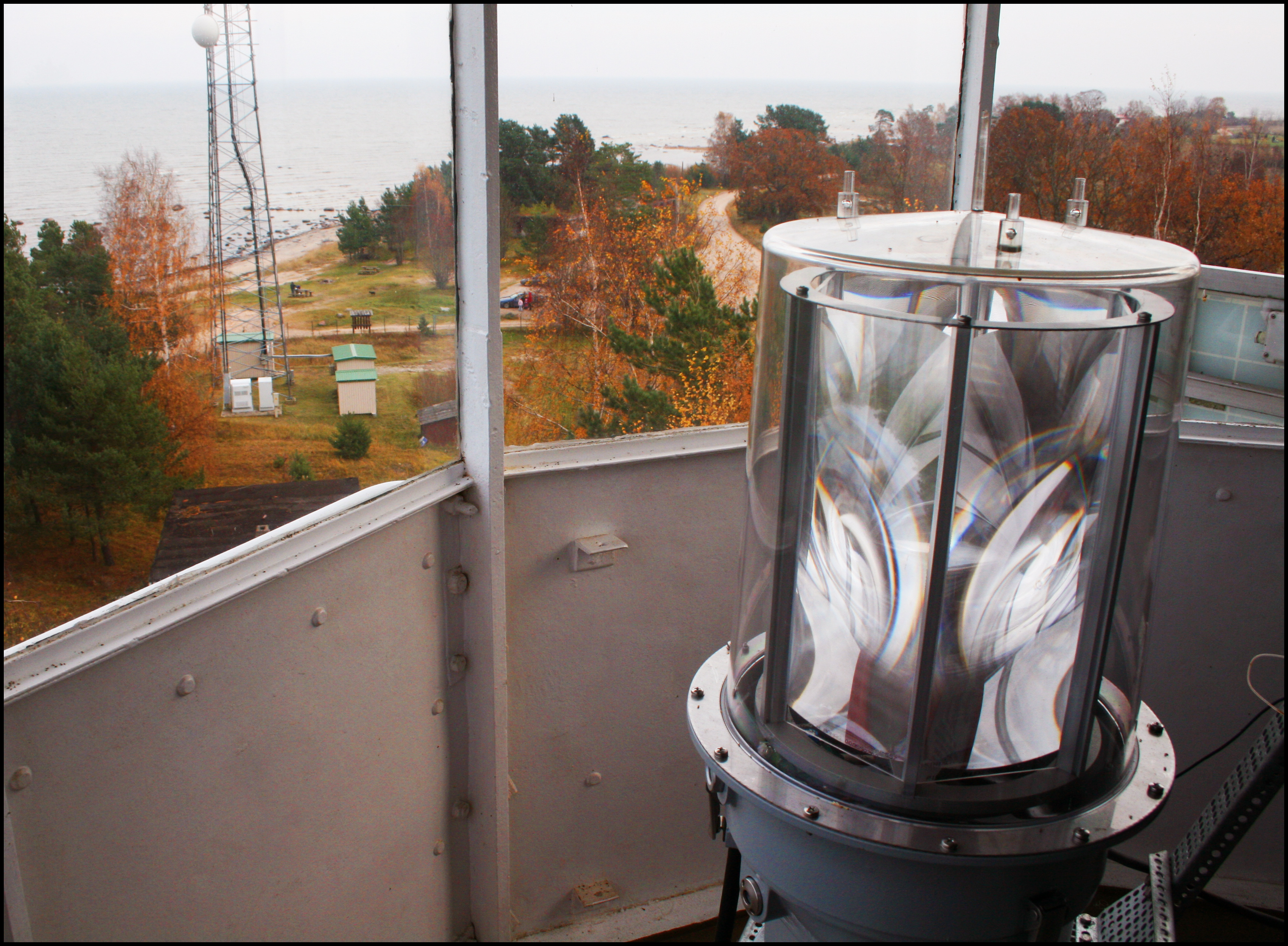
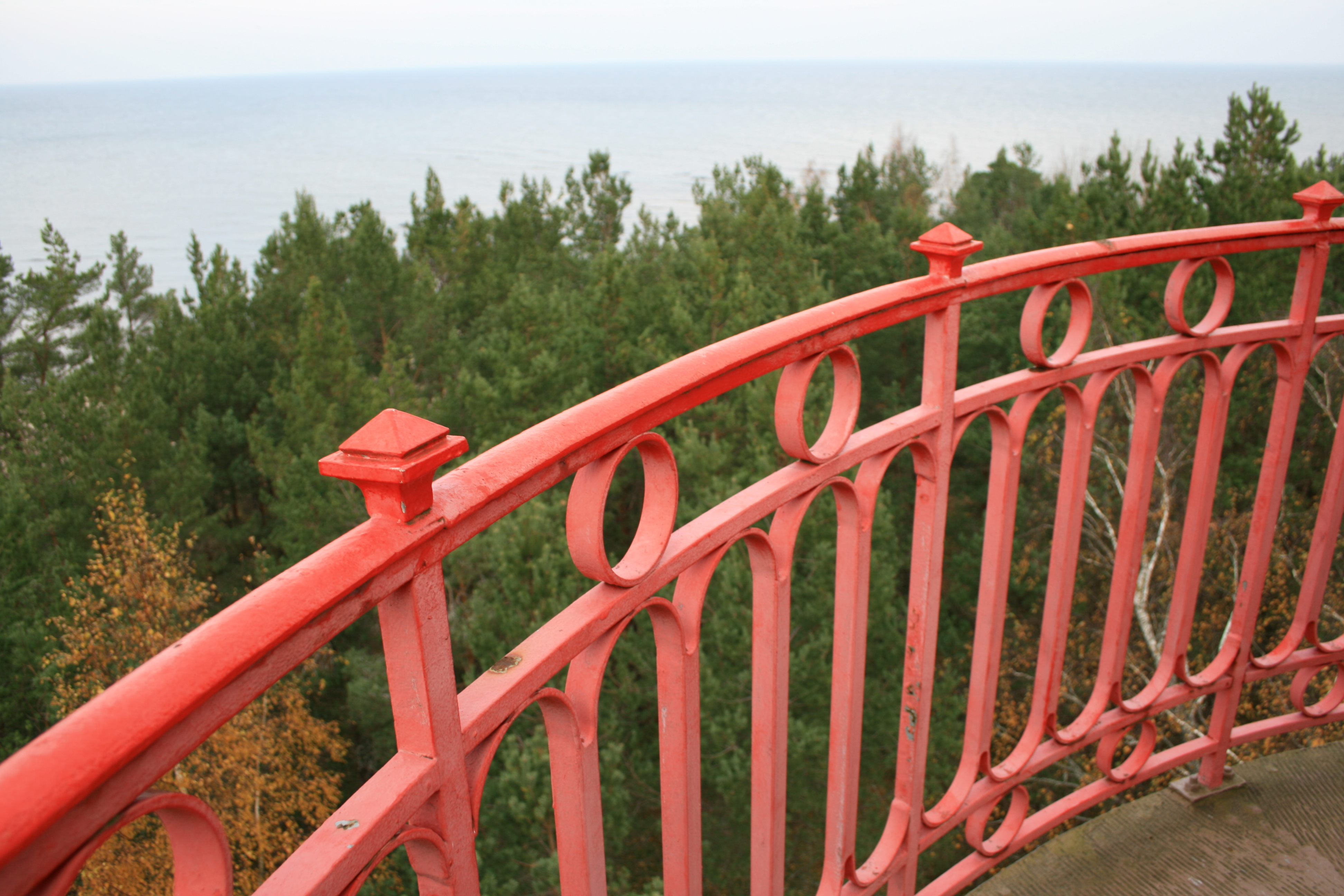

Seit Oktober 2005 ist der Leuchtturm als „Technisches Kulturdenkmal“ № 8566 eingetragen.